# تپی اوسوگی
تپی اوسوگی (انگلیسی: Teppei Uesugi؛ زادهٔ ۱۱ نوامبر ۱۹۸۵) بازیکن فوتبال اهل ژاپن است.